# Fredrik Åkerman (komiker)
Fredrik Åkerman, född 1973, är svensk komiker och skådespelare som gjort sig känd som en av medlemmarna i den svenska humorgruppen Varanteatern. Gruppens namn är exempelvis delvis ett resultat av Åkermans intresse för reptiler.  Inom Varanteatern blev han bland annat känd som rollerna den finska arkeologen Ted Borg, skräddaren och poeten Romeo Olsson. Han är även sångare i Varanteaterns parodiska band, Tyskarna från Lund och Knut.